# Trae Waynes
Trae Waynes (geboren am 25. Juli 1992 in Kenosha, Wisconsin) ist ein ehemaliger US-amerikanischer American-Football-Spieler auf der Position des Cornerbacks. Er spielte College Football für die Michigan State University und stand zuletzt bei den Cincinnati Bengals in der National Football League (NFL) unter Vertrag. Zuvor spielte Waynes von 2015 bis 2019 für die Minnesota Vikings.

## College
Waynes besuchte die Harborside Academy in seiner Heimatstadt Kenosha, Wisconsin. Da die neu eröffnete Highschool keine Sportteams betrieb, spielte er Football für die Mary D. Bradford High School. An der Highschool freundete Waynes sich mit dem späteren NFL-Spieler Melvin Gordon an. Waynes spielte zunächst als Defensive End und später als Safety, ab seinem letzten Highschooljahr wurde er als Cornerback eingesetzt.
Ab 2011 ging Waynes auf die Michigan State University, um College Football für die MSU Spartans zu spielen. Da Waynes sich in seiner letzten Saison an der Highschool bei einem Kick Return schwer verletzt hatte, legte er zunächst ein Redshirt-Jahr ein. Nach einer Saison als Ergänzungsspieler lief Waynes in den Spielzeiten 2013 und 2014 in 27 Spielen als Starter auf, in denen er dreizehn Pässe verhinderte und sechs Interceptions fing. In der Saison 2014 wurde er in das All-Star-Team der Big Ten Conference gewählt. Insgesamt bestritt Waynes 36 Spiele für Michigan State.

## NFL
Waynes wurde im NFL Draft 2015 an 11. Stelle von den Minnesota Vikings ausgewählt. Er war der erste Cornerback, der in diesem Jahr ausgewählt wurde. Als Rookie kam Waynes vorwiegend in den Special Teams zum Einsatz, zudem kam er zu vereinzelten Einsätzen in der Defense als Ersatzspieler für Xavier Rhodes und Terence Newman. Am dritten Spieltag ersetzte er gegen die San Diego Chargers Rhodes nach einer Verletzung und gab dabei sein Debüt in der Defensive. In Woche 14 wurde Waynes gegen die Arizona Cardinals als Starter eingesetzt. In der Regular Season konnte Waynes vier Pässe verteidigen. Bei der 9:10-Niederlage gegen die Seattle Seahawks in den Play-offs gelang ihm seine erste Interception in der NFL, zudem konnte er zwei Pässe verhindern. Da sich Xavier Rhodes beim Aufwärmen für das erste Spiel der Saison 2016 verletzte, kam Waynes zu Beginn der Saison 2016 als Starter zum Einsatz. Er kam in seiner zweiten Spielzeit in der NFL bei etwas mehr als der Hälfte aller defensiven Snaps zum Einsatz und erzielte drei Interceptions sowie elf verteidigte Pässe.
In der Saison 2017 wurde Waynes in allen 16 Partien als Starter und Nummer-2-Cornerback neben Xavier Rhodes eingesetzt, dabei konnte er zwei Interceptions fangen und elf Pässe abwehren. Im April 2018 entschlossen sich die Vikings, die Fifth-Year-Option von Waynes′ Rookievertrag wahrzunehmen. Auch in den beiden folgenden Saisons spielte Waynes als Starter neben Rhodes. In der Spielzeit 2018 verpasste Waynes zwei Spiele wegen Gehirnerschütterungen und erzielte eine Interception. In seiner letzten Saison für die Vikings konnte er in 14 Spielen als Starter acht Pässe verteidigen, eine Interception fangen, zwei Fumbles erzwingen und einen Fumble erobern. Insgesamt kam Waynes in fünf Spielzeiten für Minnesota auf 53 Einsätze als Starter und fing sieben Interceptions.
Zur Saison 2020 unterschrieb Waynes einen Dreijahresvertrag über 42 Millionen Dollar bei den Cincinnati Bengals. Wegen einer Brustverletzung, die er sich in der Saisonvorbereitung zugezogen hatte, verpasste er die Saison vollständig. Auch in der Saison 2021 fiel Waynes verletzungsbedingt für längere Zeit aus, er kam aufgrund einer Verletzung am Oberschenkel nur in fünf Partien zum Einsatz. Nach der Saison wurde er am 21. März 2022 von den Bengals entlassen.

### NFL-Statistiken
| 2015                               | MIN    | 15                            | 1                             | 30                            | 26                            | 4                             | 0,0                           | 4                             | 0                             | 0                             | 0                             | 0                             | 0                             | 0                             | 0                             |                               |                               |                               |
| 2016                               | MIN    | 15                            | 8                             | 50                            | 42                            | 8                             | 0,0                           | 11                            | 3                             | 4                             | 4                             | 0                             | 0                             | 0                             | 0                             |                               |                               |                               |
| 2017                               | MIN    | 16                            | 16                            | 65                            | 57                            | 8                             | 1,0                           | 11                            | 2                             | 21                            | 18                            | 0                             | 0                             | 0                             | 0                             |                               |                               |                               |
| 2018                               | MIN    | 14                            | 14                            | 44                            | 34                            | 10                            | 0,0                           | 8                             | 1                             | 24                            | 24                            | 0                             | 0                             | 0                             | 0                             |                               |                               |                               |
| 2019                               | MIN    | 14                            | 14                            | 58                            | 56                            | 2                             | 0,0                           | 8                             | 1                             | 0                             | 0                             | 0                             | 2                             | 1                             | 0                             |                               |                               |                               |
| 2020                               | CIN    | kein Einsatz wegen Verletzung | kein Einsatz wegen Verletzung | kein Einsatz wegen Verletzung | kein Einsatz wegen Verletzung | kein Einsatz wegen Verletzung | kein Einsatz wegen Verletzung | kein Einsatz wegen Verletzung | kein Einsatz wegen Verletzung | kein Einsatz wegen Verletzung | kein Einsatz wegen Verletzung | kein Einsatz wegen Verletzung | kein Einsatz wegen Verletzung | kein Einsatz wegen Verletzung | kein Einsatz wegen Verletzung | kein Einsatz wegen Verletzung | kein Einsatz wegen Verletzung | kein Einsatz wegen Verletzung |
| 2021                               | CIN    | 5                             | 4                             | 12                            | 11                            | 1                             | 0,0                           | 1                             | 0                             | 0                             | 0                             | 0                             | 0                             | 0                             | 0                             |                               |                               |                               |
| Gesamt                             | Gesamt | 79                            | 57                            | 259                           | 226                           | 33                            | 1,0                           | 44                            | 7                             | 49                            | 24                            | 0                             | 2                             | 1                             | 0                             |                               |                               |                               |
| Quelle: pro-football-reference.com |        |                               |                               |                               |                               |                               |                               |                               |                               |                               |                               |                               |                               |                               |                               |                               |                               |                               |